# Mzansi Tour
Le Mzansi Tour est une course cycliste par étapes organisée en Afrique du Sud.

## Histoire
Le Mzansi Tour est créé en 2013. L'édition 2015 a été annulée.

## Palmarès
| Année | Vainqueur                  | Deuxième          | Troisième         |
| ----- | -------------------------- | ----------------- | ----------------- |
| 2013  | Robert Hunter              | Julien Antomarchi | Fortunato Baliani |
| 2014  | Jacques Janse van Rensburg | Louis Meintjes    | Merhawi Kudus     |
| 2015  | Annulé                     | Annulé            | Annulé            |